# پتچوی
latitudeپتچویlongitudeپتچوی
پتچوی (به انگلیسی: Patchway) یک شهرک در بریتانیا است که در انگلستان واقع شده‌است.

## خصوصیات
پتچوی ۱۰٬۴۶۵ نفر جمعیت دارد.

## خواهرخوانده
شهرهای Clermont-l'Hérault و گاوتینگ خواهرخوانده‌های پتچوی هستند.